# 세질

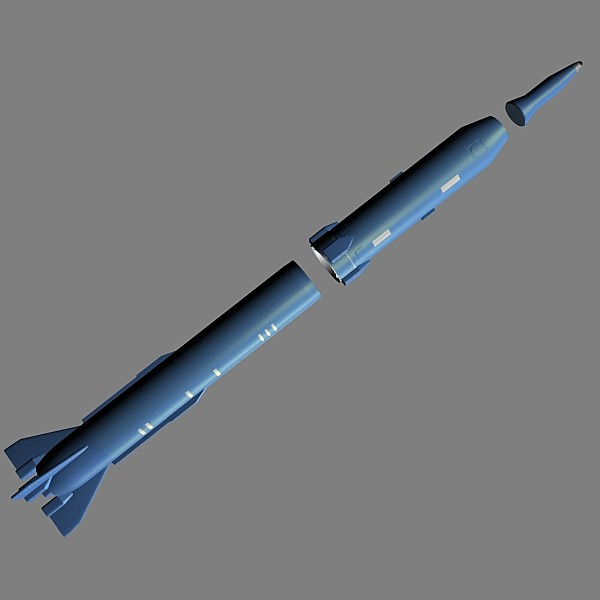

세질은 이란의 2단 고체연료 준중거리 탄도 미사일이다. 2008년 사거리 2400 km 세질-1, 2009년 사거리 2000 km 세질-2를 시험발사했다. 액체연료인 샤하브 3호가 몇시간의 발사준비시간이 필요한데 비해, 30분의 발사준비시간을 갖는다.

## 파생형
세질-1
사거리 2,400 km의 2단 고체연료 미사일이다. 2008년 11월 13일 시험발사에 성공했다.
세질-2
사거리 2,000 km의 2단 고체연료 미사일이다. 2009년 5월 20일 시험발사에 성공했다. 훨씬 비행속도가 빠르고 스텔스 페인트를 칠해서, 미사일 방어망에 탐지되지 않게 했다.
세질-3
무게 38톤인 3단 고체연료 미사일이다. 2016년 초반에 시험발사할 계획이다. 사거리는 4,000 km이다. 참고로 미국 LGM-30 미니트맨이 무게 35톤인 3단 고체연료 미사일인데, 사거리는 13,000 km나 된다. 북한에는 KN-08, KN-14 ICBM이 있는데, 세질-3와 관련있다는 보도는 전혀 없었다.

## 북한
북한이 세질 미사일의 고체연료를 획득했다는 첩보가 있다고 언론에 보도되었다.
2016년 4월 19일 이스라엘 피셔항공우주전략연구소의 탈 인바르 우주연구센터장은 미국 하원에서 열린 세미나에서 "지난달 북한의 고체연료 로켓엔진 분출시험에서 공개된 추진체는 이란이 개발한 것과 사실상 같은 것"이라고 말했다. 북한 매체가 공개한 고체연료 추진체의 지름이 1.25인 점 등이 이란의 탄도미사일 세질과 제원 면에서 같다는 점을 근거로 "북한이 세질의 기술력을 직간접으로 받아들여 해당 추진체를 개발했을 것"이라고 추정했다.

## 같이 보기
- 파테-110